# Rally de Ferrol de 2017
El Rally de Ferrol de 2017 fue la 48.ª edición y la quinta ronda de la temporada 2017 del Campeonato de España de Rally. Se celebró del 7 de julio al 8 de julio y contó con un itinerario de 8 tramos que sumaban un total de 153,32 km cronometrados. Fue también la tercera cita de la Copa Suzuki, la Copa Dacia Sandero y la cuarta de la European Clio R3T.
Iván Ares (Hyundai i20 R5) dominó el rally con claridad que se adjudicó la victoria por delante de Víctor Senra (Citroën DS3 R5) y Pedro Burgo (Škoda Fabia R5) ambos muy alejados de Ares, que además se adjudicó el mejor tiempo en el TC Plus lo que le permitió sumar tres puntos extra y situarse líder del campeonato de 26 puntos de ventaja. Cristian García (Ford Fiesta R5) que marcó el mejor tiempo en tres especiales tuvo que abandonar luego de sufrir un doble pinchazo en el segundo tramo y salió en la penúltima cuando intentaba escalar hasta la segunda plaza. Otro de los abandonos destacados fue el de Surhayen Pernía (Hyundai i20 R5) que tuvo que retirarse por recomendación médica luego de sufrir un duro impacto tras un salto que le provocó un pinzamiento en una vértebra.

## Itinerario
| Día   | Tramo | Nombre                     | Distancia | Hora  | Ganador                  | Tiempo  | Líder                    |
| ----- | ----- | -------------------------- | --------- | ----- | ------------------------ | ------- | ------------------------ |
| Día 1 | TC1   | San Sadurniño-As Somozas   | 17.45 km  | 08:50 | Cristian García Martínez | 10:49.3 | Cristian García Martínez |
| Día 1 | TC2   | As Somozas-As Pontes       | 24.97 km  | 09:23 | Iván Ares                | 14:43.8 | Iván Ares                |
| Día 1 | TC3   | San Sadurniño-As Somozas 2 | 17.45 km  | 12:12 | Cristian García Martínez | 10:52.5 | Iván Ares                |
| Día 1 | TC4   | As Somozas-As Pontes 2     | 24.97 km  | 12:49 | Iván Ares                | 14:54.3 | Iván Ares                |
| Día 1 | TC5   | Valdoviño-Cerdido          | 25.00 km  | 16:18 | Cristian García Martínez | 14:29.3 | Iván Ares                |
| Día 1 | TC6   | Ferrol-Ferrol              | 9.24 km   | 17:21 | Iván Ares                | 6:01.8  | Iván Ares                |
| Día 1 | TC7   | Valdoviño-Cerdido 2        | 25.00 km  | 19:11 | Iván Ares                | 14:42.3 | Iván Ares                |
| Día 1 | TC8   | Ferrol-Ferrol 2            | 9.24 km   | 20:14 | Iván Ares                | 6:09.3  | Iván Ares                |

## Clasificación final
| Pos. | Piloto              | Copiloto               | Automóvil            | Tiempo    | Diferencia |
| ---- | ------------------- | ---------------------- | -------------------- | --------- | ---------- |
| 1.   | Iván Ares           | José Antonio Pintor    | Hyundai i20 R5       | 1:32:48.5 | 0.0        |
| 2.   | Víctor Senra        | David Vázquez Liste    | Citroën DS3 R5       | 1:34:22.8 | +1:34.3    |
| 3.   | Pedro Burgo         | Marcos Burgo           | Škoda Fabia R5       | 1:35:43.2 | +2:54.7    |
| 4.   | Joan Vinyes         | Jordi Mercader         | Suzuki Swift R+      | 1:36:52.4 | +4:03.9    |
| 5.   | Gorka Antxustegui   | Alberto Iglesias       | Suzuki Swift R+      | 1:38:16.6 | +5:28.1    |
| 6.   | Álvaro Muñiz        | Antonio Solórzano      | Abarth 124 Rally RGT | 1:40:18.1 | +7:29.6    |
| 7.   | Miguel Ángel Fuster | Ignacio Aviñó          | Renault Clio N5      | 1:41:26.8 | +8:38.3    |
| 8.   | Javier Pardo Siota  | Adrián Pérez Fernández | Peugeot 208 R2       | 1:41:48.2 | +8:59.7    |
| 9.   | Roberto Blach jr.   | Ariday Bonilla         | Peugeot 208 R2       | 1:42:03.9 | +9:15.4    |
| 10.  | Óscar Barroso       | Iván Gómez Cuíña       | Peugeot 208 R2       | 1:48:04.7 | +15:16.2   |